# François Raffinot
François Raffinot est un chorégraphe français né le 1er janvier 1953 à Paris.

## Biographie
Après des études de danse et de philosophie, François Raffinot commence une carrière de danseur auprès de Félix Blaska, Peter Goss, Susan Buirge. Il danse au Théâtre du Silence de Brigitte Lefèvre et dans la compagnie de Félix Blaska. En 1977, il rencontre Dominique Bagouet et Francine Lancelot. Dès lors il s'oriente vers l'étude des danses des XVIIe et XVIIIe siècles et participe en 1980 à la fondation de la compagnie « Ris et Danceries » qu'il codirige de 1984 à 1989 avec Francine Lancelot.
En 1990, il fonde sa propre compagnie, « Barocco ». Il  est ensuite nommé à la direction du Centre chorégraphique national du Havre - Haute-Normandie pendant six ans (1993-1998). De 1999 à 2001, il met ensuite en place le Département chorégraphique de l'Ircam avec Laurent Bayle pour finalement créer le SNARC (Site nomade des ateliers de recherche chorégraphique) en résidence à Metz et au Conservatoire du Blanc-Mesnil. En 2013, il dépose ses archives au Centre National de la Danse à Pantin.
Il est régulièrement invité à donner des cours théoriques dans les écoles d'art, les universités et publie fréquemment ouvrages, articles et fictions[réf. nécessaire]. On lui doit la conception et la première édition du « Vif du sujet », manifestation chorégraphique de la SACD au Festival d'Avignon[réf. nécessaire].

## Œuvres

### Œuvres personnelles
- 1980 : Risées (musique de François Vitalis et François Raffinot)
- 1985 : Suitte d'un goût étranger de Marin Marais (avec les chorégraphes Dominique Bagouet, Andy Degroat et Robert Kovich)
- 1986 : Caprice (musiques de Monteverdi, Rebel, Mozart, avec les chorégraphes Francine Lancelot et Andrea Francalanci)
- 1987 : Passacailles (musiques de Lully, Bach, Beethoven, Brahms, Webern, Pousseur)
- 1990 : Garden Party ou les surprises de la conversation (musique de Michael Nyman)
- 1992 : Les Barricades mystérieuses (musique d'Amza El Din)
- 1993 : Les Météores (musique d'Hughes de Courson)
- 1994 : Adieu (musique de Pascal Dusapin)
- 1994 : Linden (musique de Magnus Lindberg)
- 1994 : Les Sept Paroles du Christ de Joseph Haydn (troisième parole pour Jean Guizerix)
- 1995 : Sin arrimo y con arrimo (musiques de Pascal Dusapin et Louis Andriessen)
- 1996 : Au-delà (musique de Giacinto Scelsi)
- 1996 : Scandal Point (musique des Rolling Stones, Sympathy for the Devil)
- 1997 : Rift (musiques de Philippe Hurel et György Ligeti)
- 1998 : Remix (musiques de György Ligeti et Heiner Goebbels)
- 1999 : Play Back (musique d'Edmond J. Campion)
- 2000 : Al Segno (musique de Yan Maresz, chorégraphie de François Raffinot et Emmanuelle Vo-Dinh)
- 2001 : PR/On Line (musiques de Luca Francesconi, Animus,, et de Pierre Boulez Anthème 2)
- 2003 : pas_de_direction (musique de François Sarhan, installation vidéo de Magali Desbazeille)
- 2006 : SET (musique de François Sarhan, environnement d'Isabelle Taourel)
- 2009 : Laborintus
- 2010 : Leçonsdeténèbre

### Chorégraphies pour le théâtre et l'opéra
- 1984 : Médée de Marc-Antoine Charpentier (assistant à la mise en scène de Bob Wilson)
- 1985 : Anacréon (Jean-Philippe Rameau) et Actéon (Marc-Antoine Charpentier), direction William Lincoln Christie (mise en scène de Pierre Barrat)
- 1985 : Hippolyte et Aricie de Jean-Philippe Rameau, direction William Lincoln Christie (mise en scène de Pier Luigi Pizzi)
- 1986 : Le Bourgeois gentilhomme de Molière (musique originale de Jean-Baptiste Lully, mise en scène de Jean-Luc Boutté)
- 1986 : Ode à Sainte Cécile et Didon et Énée d'Henry Purcell (direction Charles Macheras, mise en scène de Pier Luigi Pizzi)
- 1987 : Alceste de Gluck (version française, mise en scène de Pier Luigi Pizzi)
- 1987 : Perséphone, d'Igor Stravinsky et François Bon (mise en scène de Pier Luigi Pizzi)
- 1988 : Alceste de Gluck (version italienne, direction Riccardo Muti, mise en scène de Pier Luigi Pizzi)
- 1992 : Alceste de Jean-Baptiste Lully (direction Jean-Claude Malgoire, mise en scène Jean-Louis Martinoty, chorégraphie de Marie-Geneviève Massé et François Raffinot)
- 2008 Thésée de Jean-Baptiste Lully direction Emmanuelle Haïm, (mise en scène Jean-Louis Martinoty)

### Mises en scène et chorégraphies
- 1987 : Bal à la cour de Louis XIV (chorégraphies de Louis Pécour, reconstitution de Francine Lancelot, mise en scène de François Raffinot)
- 1988 : Zéphyr de Jean-Philippe Rameau (direction Jean-Claude Malgoire)
- 1988 : Platée de Jean-Philippe Rameau (direction Jean-Claude Malgoire)
- 1991 : Les Fêtes vénitiennes d'André Campra et Puccinella d'Igor Stravinsky (direction Jean-Claude Malgoire)
- 1994 : La Plus Forte d'August Strindberg (avec Madeleine Marion, musique d'Hughes de Courson)
- 2000 : Post (musique de Sonic Youth et Death in Vegas)
- 2013 : Platée de Jean-Philippe Rameau (direction Jean-Claude Malgoire)

## Publications
- Journal d'Adieu, éditions Plume, coll. « Mémoire vivante », 1995
- À force de s'appuyer sur la barre on devient un homme du milieu (entretiens avec Olivia Jeanne Cohen), éditions Séguier, Archimbaud, SACD, 2003
- Trace/ecarT, éditions Séguier, Archimbaud, 2006
- Maltraité d'Esthétique Les Alentours 2020

## Décorations
- Officier de l'Ordre des Arts et des Lettres (2013)[2].